# 徐顯卿宦跡圖
《徐顯卿宦跡圖》是勾勒明代隆慶、萬曆年間大臣徐顯卿一生際遇的彩繪圖冊，作於萬曆十六年（1588年）。作者分別為太倉余壬、歙縣吳鉞兩位畫師。圖冊現存26開，絹本，設色，每開縱62厘米，橫58.5厘米，對開則分別為徐顯卿題寫的紀遇詩和詩序，圖後還有民國十四年（1925年）陶鎔題記一則。
徐显卿（明嘉靖十六年－萬曆三十年，西曆1537年－1602年），字公望，號檢庵，直隸蘇州府長洲縣人。明朝翰林、政治人物。隆慶二年中進士，選庶吉士，在翰林院、詹事府任職多年，曾主持經筵，参修世宗、穆宗《實錄》及《大明會典》等重要典籍。歷官國子監祭酒、詹事府詹事，陞翰林院侍讀學士，掌院事。萬曆十五年補禮部右侍郎，次年轉吏部右侍郎，因遭言官攻訐，上疏請求致仕，返回江南，在宜興縣終老。
《徐顯卿宦跡圖》流轉內府多年。民國之初，曾為日本駐天津總領事吉田茂收購。為避免畫作流失海外，陶鎔委託寶晉齋主人以重金購回。後入藏北京故宮博物院。另外，紀遇詩與各開圖繪一一對應，然而，徐顯卿《天遠樓集》共收錄紀遇詩30首，完整記錄了徐顯卿的官場事跡，因此圖冊原本可能共計30開，如今後4開已下落不明。
《徐顯卿宦跡圖》筆觸細膩，意境宏博，對研究明代朝會、經筵、科考、冠服等都有重要的價值。

## 圖冊
- 孺慕聞聲，時年十二
- 神占啟戶，時年十八
- 郡尊折節，時年二十五
- 鹿鳴徹歌，時年三十一
- 瓊林登第，時年三十二
- 中秘讀書，時年三十三
- 承明應制，時年三十四
- 皇極侍班，時年三十四
- 危舟免難，時年三十六
- 司禮授書，時年三十六至三十九
- 棘院秉衡，時年三十八至四十七
- 金臺吹敕，時年四十一
- 楚藩持節，時年四十三
- 荊嶽臥病，時年四十三
- 聖祐己疾，時年四十五
- 衝雪還朝，時年四十六
- 經筵進講，時年四十七
- 儲寀綰章，時年四十八
- 國師正席，時年四十八
- 壽宮扈蹕，時年四十八
- 歲禱道行，時年四十九
- 旋魂再起，時年四十九
- 日直講讀，時年四十九
- 輪注起居，時年四十九
- 玉堂視篆，時年五十
- 幽隴沾恩，時年五十一